# Cuspidaria elliptica
Cuspidaria elliptica is een tweekleppigensoort uit de familie van de Cuspidariidae. De wetenschappelijke naam van de soort is voor het eerst geldig gepubliceerd in 1974 door Di Geronimo.